# NGC 5254
NGC 5254 este o galaxie spirală situată în constelația Fecioara. A fost descoperită în 6 mai 1836 de către John Herschel. Se află la o distanță de 30,06 de megaparseci de Pământ.